# 陳諾忠
陳諾忠（英語：Matthew Chan Nok Chung，1992年5月9日—），香港男模特兒及演員，現為無綫電視基本藝人合約藝員。

## 簡歷
陳諾忠在屯門長大，有一個妹。他在2004年讀完聖公會蒙恩小學（上午校），後又在2009年讀完浸信會永隆中學，之後自己一人去加拿大溫哥華生活，去入讀西門菲莎大學當代藝術學院戲劇系（主修舞台演藝同電影研究），2017年畢業。
2016年，他曾經參加由加拿大新時代電視、無綫電視聯合做的「型‧男家族」比賽，2018年就正式簽做無綫電視經理人合約藝員，第一次工作是在翡翠台節目《美女廚房》做「型男助手」；現在做模特兒兼演員雙線發展。2022年6月，他由經理人合約轉簽基本藝人合約。

## 演出作品

### 電視劇
| 首播        | 劇名                      | 角色 |
| 無綫電視    |                           | |
| 2018年      | 《愛·回家之開心速遞》     | 曾漢梓（Kevin）（第392集）、賈天下（第666集）、Mr. Bang（第1023集）、導遊（第1059集）、路人（第1172集）、富二代（第1279集） |
| 2018年      | 《兄弟》                  | 「Fire Fist Fight」職員（第7集）                                                                                            |
| 2019年      | 《福爾摩師奶》            | 莊遜手下（第17 - 19集） |
| 2019年      | 《鐵探》                  | 區志忠 |
| 2020年      | 《黃金有罪》              | 刑事偵緝處探員（第8、9集）                                                                                                  |
| 2020年      | 《機場特警》              | 酒店經理（第24集） |
| 2020年      | 《那些我愛過的人》        | Benjamin（第1集） |
| 2020年      | 《過街英雄》              | Dicky（第15集） |
| 2020年      | 《反黑路人甲》            | 鍾志琛手下（第23集） |
| 2021年      | 《愛美麗狂想曲》          | 伴郎（第3集） |
| 2021年      | 《逆天奇案》              | Anson（第3集） |
| 2021年      | 《七公主》                | 茶走 |
| 2021年      | 《我家無難事》            | 郭羅美蘭主診醫生（第1、2、4集）                                                                                             |
| 2021年      | 《換命真相》              | 希 |
| 2021年      | 《拳王》                  | 柏志宏 |
| 2022年      | 《青春不要臉》            | 藝員訓練班學員 |
| 2022年      | 《雙生陌生人》            | IT 員工（第11集） |
| 2022年      | 《十八年後的終極告白2.0》 | 客人（第17、18集） |
| 2022年      | 《神奇的燈泡》            | 情侶 |
| 2022年      | 《童時愛上你》            | 副刀醫生（第15、16集） |
| 2022年      | 《痞子殿下》              | 紀武 / 二王子 |
| 2022年      | 《超能使者》              | 侍應（第15集） |
| 2023年      | 《新四十二章》            | 曹可森 |
| 2023年      | 《隱形戰隊》              | 陳日輝 |
| 2023年      | 《法言人》                | 唐仔 |
| 2023年      | 《隱門》                  | 路人（第1集） |
| See See TVB |                           | |
| 2019年      | 《我們與合格的距離》      | 男同學 |
| 邵氏兄弟    |                           | |
| 2020年      | 《飛虎之雷霆極戰》        | 基 |
| 2020年      | 《非凡三俠》              | Billy |

### 綜藝節目
| 年份     | 節目名                         | 備註             |
| 無綫電視 |                                |                  |
| 2018年   | 《美女廚房》                   | 演出（型男助手） |
| 2018年   | 《安樂蝸》                     | 第394、395集嘉賓 |
| 2018年   | 《延禧南巡》                   | 演出             |
| 2018年   | 《TVB 50+1再出發節目巡禮2019》 | 嘉賓             |
| 2018年   | 《萬千星輝賀台慶2018》         | 嘉賓             |
| 2021年   | 《明星運動會》                 | 演出             |

### 廣告
| 年份   | 內容                                                    |
| 2017年 | UA亞洲聯合財務「咭數一筆清」                            |
| 2017年 | 金寶湯公司「金寶忌廉蘑菇湯 - 愛簡單煮（放工嗌外賣篇）」 |
| 2019年 | 日立「6門IoT智能變頻環保雪櫃 - 開創智能家電新格局」     |

## 獎項
- 2016年：《型‧男家族》「Jeans First 最具型格新星獎」

## 外部連結
- 陳諾忠在tvb.com的資料
- Matthew Chan的Facebook專頁
- 陳諾忠的Instagram帳戶
- PROJECT BOYZ POWER